# Manoir d'Auzouville-sur-Saâne
Le manoir d'Auzouville-sur-Saâne est un manoir situé sur la commune d'Auzouville-sur-Saâne, en Seine-Maritime, en France. Le manoir fait l’objet d’une inscription au titre des monuments historiques depuis 1992.

## Historique
Le manoir est construit au XVe siècle peut-être pour Etienne de Manneville, bourgeois de Dieppe anobli qui achète le fief en 1474. 
Il est agrandi au XVIIIe siècle puis au XXe siècle.
Le monument est inscrit comme monument historique depuis le 1er septembre 1992.

## Description
Le manoir est construit à pan de bois.
Le manoir comporte une galerie extérieure.
L'édifice conserve un décor peint.